# 상규칙
상규칙(상률, 깁스의 상규칙-상률)이란 화학에서 평형상태인 닫힌계에서의 자유도와 컴포넌트, 상의 수에 관한 규칙이다.
자유도란 상의 수가 변하지 않도록(즉, 존재하던 상이 없어지거나 새로운 상이 생기지 않게) 독립적으로 변화시킬 수 있는 세기 변수의 수를 뜻한다. 평형상태인 닫힌 계의 상태는 온도, 압력, 조성의 세 가지 세기 변수로 나타나며 따라서 자유도 F는 이 모든 변수의 합이 된다.
C개의 컴포넌트와 P개의 상이 있는 평형상태의 닫힌 계를 가정하면 각각의 상은 C개의 컴포넌트를 포함하고 있으므로 C개의 변수 몰분율 X를 포함하고 있다. 각 몰분율 X들의 합은 1이 되어야 하므로 독립변수의 수는 C-1개가 되고 따라서 P개의 상이 있으므로 P(C-1)개의 조성에 관한 변수가 생겨난다. 그런데 이 계는 평형상태이므로 한 컴포넌트의 화학 퍼텐셜은 모든 상에서 같아야 한다. 따라서 어떤 하나의 상에서 한 컴포넌트의 화학 퍼텐셜이 정해지면 다른 상에서의 화학 퍼텐셜 역시 정해지는데, 열역학 원리에 따라 화학 퍼텐셜은 몰분율에 의해 정해지므로, 각 컴포넌트마다 P-1개, 계 전체에서는 C(P-1)개의 독립변수를 빼 주어야 한다. 이에 따라 자유도 F는
F = P(C - 1) + 2 - C(P - 1)로 정의되고, 이는
F = C - P + 2이다.
여기서 C는 컴포넌트의 개수, P는 상의 개수이며 2는 압력과 온도를 뜻한다.
기체상이 없는 응축계에서는 고온이 아닌 한 보통 압력의 영향이 거의 없으며 따라서 압력을 고려하지 않고
F = C - P + 1 의 식을 사용하기도 한다.

## 같이 보기
- 상 (물리학)
- 상평형 그림
- 열역학
- 퍼텐셜
  - 열역학 퍼텐셜
  - 유카와 퍼텐셜
  - 큰 퍼텐셜
- 혼화성